# 北上純
北上 純（きたがみ じゅん、1949年5月25日 - 2020年11月8日）は日本の男性ファッションモデル。タイクーンモデルエージェンシー社長。

## 人物
1949年福岡県生まれ。
1970年代の初めにMEN'S CLUBでデビュー以来、モデルとして4半世紀以上にわたって、常に第一線で活躍を続けている"カリスマモデル"である。
平成元年にタイクーンモデルエージェンシーを設立、現在に至る。

## 出演

### 雑誌
- MEN'S CLUB
- POPEYE
- ミセス

※多数

### Still
- ユニクロ [POLO]

※多数

### CM
- 明治乳業

※多数

### PV
- LAWSONのパスタ屋さん

※多数